# جان برودی (بازیکن فوتبال، زاده ۱۹۴۷)
جان برودی (انگلیسی: John Brodie; ۸ سپتامبر ۱۹۴۷ – ) بازیکن فوتبال اهل بریتانیا بود.
از باشگاه‌هایی که در آن بازی کرده‌است می‌توان به باشگاه فوتبال نورتویچ ویکتوریا، باشگاه فوتبال برافورد پارک آونیو، باشگاه فوتبال کارلایل یونایتد، و باشگاه فوتبال پورت ویل اشاره کرد.